# John Spillane (játékvezető)
John Spillane (1949. február 19. –) ír nemzetközi labdarúgó-játékvezető.

## Pályafutása

### Nemzeti játékvezetés
1983-ban lett az I. Liga játékvezetője. Az aktív nemzeti játékvezetéstől 1991-ben vonult vissza.

#### Nemzeti kupamérkőzések
Vezetett Kupa-döntők száma: 1.

##### FAI Kupa
| Időpont | Helyszín                             | Mérkőzés típusa | Mérkőzés                 | Eredmény | Nézők száma |
| ------- | ------------------------------------ | --------------- | ------------------------ | -------- | ----------- |
| 1988.   | Dalymount Park Stadion, Phibsborough | döntő           | Dundalk FC–Derry City FC | 1 – 0    | 22 000      |

### Nemzetközi játékvezetés
Az Ír labdarúgó-szövetség Játékvezető Bizottsága (JB) terjesztette fel nemzetközi játékvezetőnek, a Nemzetközi Labdarúgó-szövetség (FIFA) 1988-tól tartotta nyilván bírói keretében. Több nemzetek közötti válogatott és klubmérkőzést vezetett, vagy működő társának partbíróként segített. 1990–91-ben három válogatott mérkőzést vezetett, köztük 1990. október 10-i Norvégia – Magyarország találkozót.

#### Európa-bajnokság

##### U21-es labdarúgó-Európa-bajnokság
Az 1990-es U21-es labdarúgó-Európa-bajnokságnak nem volt házigazdája. Az UEFA JB a selejtezőkben foglalkoztatta.
| Időpont           | Helyszín                    | Mérkőzés típusa | Mérkőzés       | Eredmény |
| ----------------- | --------------------------- | --------------- | -------------- | -------- |
| 1989. április 25. | Amsterdam ArenA, Amszterdam | előselejtező    | Hollandia–NSZK | 0 – 1    |

## Statisztika

### Nemzetközi válogatott mérkőzései
| #  | Dátum             | Helyszín                    | Hazai      | Eredmény | Vendég        | Kiírás       | Gólok | Esemény |
| -- | ----------------- | --------------------------- | ---------- | -------- | ------------- | ------------ | ----- | ------- |
| 1. | 1990. október 10. | Bergen, Brann Stadion       | Norvégia   | 0 – 0    | Magyarország  | Eb-selejtező | -     |         |
| 2. | 1991. február 20. | Porto, Estádio das Antas    | Portugália | 5 – 0    | Málta         | Eb-selejtező | -     |         |
| 3. | 1991. június 5.   | Reykjavík, Laugardalsvöllur | Izland     | 0 – 1    | Csehszlovákia | Eb-selejtező | -     |         |
|    | Összesen          |                             |            | 3        | mérkőzés      |              |       |         |